# Roorback
Roorback (с англ. — «Клевета») — девятый студийный альбом бразильской метал-группы Sepultura, выпущен 26 августа 2003 года, первый релиз группы выпущенный лейблом SPV GmbH. Продажи предыдущих альбомов с вокалистом Дэрриком Грином были низкими, однако альбом Roorback получил положительные обзоры, и сумел достичь #17 места на Billboard Independent Music Chart с количеством проданных копий 4 000 на первой неделе. SoundScan 20 марта 2007 года объявил что Roorback продался количеством 75,000 копий в США.
Песни «Mindwar» и «Bullet the Blue Sky» были изданы в качестве синглов и на них были сняты клипы. Digipak версия (изданная везде кроме США) включает в себя EP Revolusongs и клип «Bullet the Blue Sky».

## Список композиций
| №   | Название                                   | Длительность |
| --- | ------------------------------------------ | ------------ |
| 1.  | «Come Back Alive»                          | 3:06         |
| 2.  | «Godless»                                  | 4:22         |
| 3.  | «Apes of God»                              | 3:36         |
| 4.  | «More of the Same»                         | 3:59         |
| 5.  | «Urge»                                     | 3:17         |
| 6.  | «Corrupted»                                | 2:33         |
| 7.  | «As It Is»                                 | 4:26         |
| 8.  | «Mind War»                                 | 3:00         |
| 9.  | «Leech»                                    | 2:24         |
| 10. | «The Rift»                                 | 2:57         |
| 11. | «Bottomed Out»                             | 4:35         |
| 12. | «Activist»                                 | 1:54         |
| 13. | «Outro (uncredited)»                       | 11:39        |
| 14. | «Bullet the Blue Sky (бонус, кавер на U2)» | 4:31         |

## Позиции в чартах
Альбом — Billboard (Северная америка)
| Год  | Чарт                   | Позиция |
| ---- | ---------------------- | ------- |
| 2003 | Top Independent Albums | 17      |

## Участники записи
- Андреас Киссер — ведущая и ритм гитары
- Деррик Грин — вокал
- Игор Кавалера — ударные, перкуссия
- Пауло младший — бас
- João Barone — Guest Appearance
- Sepultura — продюсер
- Steve Evetts — Producer, Engineer, Mixing
- Derek Hess — иллюстрации
- George Marino — мастеринг
- Milky — Assistant Engineer
- Luciano Tarta — Assistant Engineer
- Leo Shogun — Assistant Engineer
- Fabiano Zowa — исполнительный инженер
- Jacob Bannon — Graphic Design